# Arte contemporânea indígena da Austrália
cA arte contemporânea indígena da Austrália são as obras de arte moderna produzida por indígenas australianos. É geralmente considerado como originário de um movimento de pintura que começou a Papunya, a noroeste de Alice Springs, Território do Norte em 1971, facilitada pelo professor australiano branco e operário da arte Geoffrey Bardon. Isso gerou um interesse generalizado em áreas rurais e remotas povos aborígines da Austrália em criar a arte, enquanto arte indígena contemporânea de natureza diferente, também surgiram nos centros urbanos e juntos tornaram-se centrais para a arte australiana.